# Devilman Crybaby
Devilman Crybaby (estilizado como DEVILMAN crybaby) é uma série de anime japonesa baseada no mangá Devilman de Go Nagai. Foi dirigido por Masaaki Yuasa e escrito por Ichirō Ōkouchi, e estreou em 5 de janeiro de 2018, disponível para streaming mundial no Netflix como uma série original.

## Enredo
Na série, Akira Fudo é informado por seu melhor amigo, Ryo Asuka, que uma antiga raça de demônios retornou para recuperar o mundo dos humanos. Acreditando que a única maneira de derrotar os demônios é incorporar seus poderes, Ryo sugere a Akira que ele se una a um demônio. Tendo sucesso em fazer isso, Akira se transforma em Devilman, possuindo os poderes de um demônio, mas mantendo a alma de um humano.
A série é mais uma adaptação direta de anime de seu material de origem do que trabalhos anteriores, cobrindo todo o período do mangá. No entanto, muitas alterações foram feitas na trama, como um cenário moderno, a adição de personagens originais e caracterizações diferentes.

## Elenco de voz e personagens
Akira Fudo (不動 明)
Voz de: Kōki Uchiyama, Satoshi Yamazaki (criança)
O principal protagonista da série, Akira é um jovem gentil e sensível demais que é propenso a chorar ao ver os outros com dor. Depois de se reunir com seu amigo de infância Ryo, ele se torna Devilman depois que o demônio Amon não possui seu corpo, dando a Akira controle total sobre seu poder como o Devilman titular. A transição de Akira o levou a adotar alguns traços da personalidade de Amon, a coragem, astúcia e arrogância do demônio, mantendo sua empatia. Apesar de ter trabalhado inicialmente com Ryo para impedir os demônios, Akira finalmente se vê traído por sua exposição, causando a morte de seus amigos nas mãos de uma multidão xenofóbica. Foi só depois de descobrir a verdadeira identidade e plano de Ryo que Akira terminou sua amizade e entrou em guerra com Satanás na tentativa de salvar a humanidade, apenas para ser morto na batalha final.
Ryo Asuka (飛鳥 了)
Voz de: Ayumu Murase, Akira Fujimura (criança)
Um prodígio infantil e o melhor amigo de Akira, Ryo recruta Akira para sua causa de expor a existência de demônios ao mundo. Frio e calculista, Ryo fará o que achar necessário para atingir seus objetivos, além de proteger o segredo de Akira. Mais tarde, ele é revelado como a reencarnação do antagonista da série Satanás, explicando sua intenção de acabar com a humanidade e derrotar Deus, enquanto afirma que ele fez de Akira um Devilman para que eles possam viver juntos no novo mundo. Depois que Akira termina sua amizade, Ryo lidera o genocídio da humanidade e domina facilmente as forças da humanidade e o exército de Devilman. Ryo eventualmente mata Akira, admitindo seus sentimentos por Akira antes de perceber o que ele havia feito e chora seu amigo enquanto os anjos descem para iniciar um ciclo de tempo que resultará em tudo sendo redefinido e repetido.
Miki Makimura (牧村 美樹)
Voz de: Megumi Han 
Uma popular estrela da trilha e amiga de infância de Akira, Miki é uma garota de bom coração que se preocupa com Akira. Ela mostra uma atitude forte e independente e não tem medo de dizer o que pensa. Diferentemente das versões anteriores do personagem, Miki e seu irmão mais novo são meio japoneses por parte de mãe e meio franceses por parte de pai.
Miki "Miko" Kuroda (ミーコ/黒田ミキ)
Voz de: Ami Koshimizu
Amiga de infância de Akira e Miki, Miko reprimiu sentimentos de raiva e ciúmes em relação a Miki devido à sua longa história de fazer uma faixa juntos. Esses sentimentos eventualmente permitem que ela permaneça sozinha depois de ser possuída por um demônio aranha seguindo uma rave, tornando-se um Devilman. Como Devilman, Miko tornou-se autoconfiante o suficiente para expressar livremente sua mente enquanto se aborrecia abertamente com Miki na frente de suas amigas. Ela finalmente se junta a Akira e Koda depois de encontrar o último escondido perto do estádio. Mais tarde, ela salva a vida de Akira após a traição de Koda e é solicitada a cuidar de todos na casa dos Makimura após a traição de Ryo. Depois que uma multidão insana os ataca, Miki e Miko tentam escapar na cobertura da escuridão, mas são vistos por um grupo de homens armados que os abrem fogo. Gravemente ferido por tiros, Miko comete suicídio enquanto tenta ganhar tempo para Miki escapar. Sua transformação Devilman se assemelha à de uma aranha viúva negra.
Silene (シレーヌ, Shirēnu)
Voz de: Atsuko Tanaka
Amante de Amon e um dos temidos guerreiros de Satanás, Silene é um demônio parecido com uma harpia que busca vingança contra Akira por subverter a consciência de Amon enquanto tenta seduzir o primeiro na esperança de reviver Amon.
Kaim (カイム, Kaimu)
Voz de: Rikiya Koyama
Parceiro de Silene e um companheiro demônio, Kaim investiga o desaparecimento de Amon e descobre o poder de Akira. Ele está apaixonado por Silene e não tem medo de compartilhar esses sentimentos por ela, embora ela principalmente os rejeite. Ao contrário da maioria dos demônios no exército de Satanás, Kaim é calmo e paciente na maioria das situações e menospreza outros demônios por sua falta de controle e sede de sangue insaciável.
Jinmen (ジンメン)
Voz de: Akio Hirose
Um grande demônio sádico que incorpora as almas e os rostos de quem ele devora em sua concha, Jinmen persegue a mãe de Akira de volta para o Japão e a mata, devorando-a e adicionando-a à sua concha. Ao contrário dos retratos anteriores do personagem, ele possui o pai de Akira e mata um ônibus cheio de pessoas ao invés de um trem.
Xenon (ゼノン, Zenon)
Voz de: Avu-chan
Um gigante demônio de três rostos e o segundo em comando de Satanás ao lado de Psycho Jenny, que lidera o ataque no Japão. Ele é um dos poucos demônios que podem dominar Akira e tentou matar Ryo, resultando em sua própria morte e em seus subordinados como retaliação dos demônios leais a Satanás.
Psycho Jenny (サイコジェニー, Saiko Jenī)
Voz de: Yasuhiro Takato
Um demônio em forma de uma mulher sorridente com braços e pernas comparativamente minúsculos, Jenny possui poderes psíquicos que lhe permitiram estar totalmente ciente da linha do tempo em loop do mundo. Jenny inicialmente assumiu a forma humana para posar como guardiã e secretária de Ryo até que ele estivesse pronto para despertar completamente como Satanás, usando seus poderes para concluir a transição. Jenny permanece ao lado de Ryo até que ela foi morta por humanos quando eles desenvolveram os meios para se protegerem de seus poderes psíquicos.
Koji Nagasaki (長崎 光司)
Voz de: Kenjiro Tsuda
Uma jornalista desprezível que atrai garotas do ensino médio a tirar fotos de biquíni para ganhar a vida. Ele espera usar Miki em sua última sessão, embora seja deixado de lado por ela ou por Akira em todas as oportunidades. Depois de testemunhar Akira se transformar em Devilman, ele fica determinado a divulgar as imagens ao público antes de ser assassinado por Ryo após um ataque demoníaco.
Wamu (ワム)
Voz de: Ken the 390
Um rapper e líder de gangue que tem sentimentos por Miki e foi inicialmente o rival de Akira antes que os dois se respeitassem. Ele e Gabi são os únicos membros da gangue a permanecerem ao lado de Miki quando são atacados pela multidão, com Wamu os defendendo com uma metralhadora para comprar Miki e Miko tempo suficiente para escapar antes de serem esfaqueados até a morte com uma picareta.
Gabi (ガビ)
Voz de: Subaru Kimura
Um membro da gangue de Wamu, Gabi é um jovem teimoso que não tem medo de confrontos. Gabi é o único membro da gangue a ajudar Wamu na defesa da casa de Makimura, pois é cercada por uma multidão paranóica e é esfaqueada até a morte pela multidão depois de inicialmente ter sido esfaqueada pelo colega Babo.
Mayuta "Kukun" (ククン/マユタ)
Voz de: Young Dais
Um membro da gangue de Wamu, ele se interessa por Miko Kuroda e os dois começam a namorar; no entanto, ele é morto quando ela se torna um Devilman.
Babo (バボ)
Voz de: Hannya
Um membro da gangue de Wamu, Babo é frequentemente visto com a gangue, mas nunca fala a menos que seja para rap. Ele finalmente trai a gangue depois que ele e Hie lideram um Mob paranóico até a residência Makimura depois de descobrirem que Akira é um Devilman. Ele esfaqueia Gabi depois que o último baixa a guarda e olha em silêncio enquanto Gabi é repetidamente esfaqueado até a morte pela multidão. Ele é visto pela última vez desfilando pela casa Makimura com o resto da multidão com as partes do corpo desmembradas de seus amigos até Akira os incinerar por assassinar Miki.
Hie (ヒエ)
Voz de: Afra
Um membro da gangue de Wamu, seu cabelo comprido costuma cobrir os olhos e ele nunca fala. Ele é mostrado inicialmente leal a Wamu e é amigo e não tinha medo de enfrentar ninguém que os ameaçasse. Ele, juntamente com Babo, trai a gangue e leva uma multidão insana à casa de Miki. Ele participa da caçada a Miki e Miko após sua fuga. Ele tenta executar Miko até que ela pegue sua arma e, eventualmente, se mata em uma tentativa de ganhar tempo para Miki escapar. Ele é visto pela última vez desfilando pela casa em chamas antes de ser incinerado por Akira.
Moyuru Koda (幸田 燃寛)
Voz de: Junya Hirano>
Uma estrela gay nacional e Devilman que é salva por Akira, apenas para eventualmente se juntar aos demônios e acaba sendo morta por Akira.
Taro Makimura (牧村 太郎)
Voz de: Eri Inagawa
O irmão mais novo de Miki, que é obcecado pela série Devilman de 1972, mas acaba se tornando um demônio e já matou sua mãe quando Noel, o pai do garoto, os encontrou. Taro acaba sendo morto a tiros por soldados, apesar das tentativas de Noel de convencer os soldados a poupá-lo.
Noel Makimura (牧村 ノエル)
Voz de: Masato Obara
O pai de Miki, que é francês. Noel é um homem gentil que considera Akira um membro de sua família devido à ausência de seus pais. Depois que sua esposa Akiko descobre que seu filho é um demônio e diz a Noel que ela está deixando a cidade para protegê-lo, Noel sai em busca deles. Ele finalmente descobre Taro devorando Akiko e considera matá-lo, mas acaba cedendo, acabando sendo morto a tiros por soldados enquanto implora a eles que poupem seu filho.
Akiko Makimura (牧村 亜樹子)
Voz de: Sayaka Kobayashi
A mãe de Miki, que descobre que Taro é um demônio e acaba sendo morta por ele.
Tako (たこ)
O gato preto de estimação da Família Makimura. Tako é possuído por um demônio no final da série, mas consegue dominá-lo e se torna um Devilman felino, apelidado de "Devilcat", uma forma que ele revela depois que a turba tenta matá-lo. Como Devilcat, Tako ganha a habilidade de usar um orbe brilhante em sua cauda para oponentes cegos, mas acaba morrendo depois de ser atingido pelas lâminas telepáticas de Satanás.

## Produção e lançamento
Devilman Crybaby foi anunciado pela primeira vez em março de 2017. Em agosto, foi revelado que o anime teria dez episódios. Ele estreou em 5 de janeiro de 2018 na Netflix. Masaaki Yuasa dirigiu o anime, com Ichirō Ōkouchi escrevendo o roteiro e Eunyoung Choi servindo como produtor de animação.
O anime original foi feito com o Adobe Animate, mas em vez de ser animado em flash, foi animado à mão.

## Episódios
Todos os episódios foram escritos por Ichirō Ōkouchi e originalmente lançados em 5 de janeiro de 2018. Nos intertítulos, os episódios são enumerados com algarismos romanos.

## Recepção
Devilman Crybaby recebeu críticas positivas da crítica e do público. A série recebeu 88% de Rotten Tomatoes dos críticos.
Allegra Frank, da Polygon, se referiu à série como a primeira obra-prima de anime da Netflix, elogiando o visual, o tom e o humor durante o show, "É um exemplo da marca do diretor Yuasa de equilibrar a arte surrealista e um verdadeiro amor pelos jovens. Essa combinação torna o show muito mais fácil de consumir, e cada mudança de tom se destaca ainda mais por isso. Há algo marcante em um anime que pode acompanhar essa linha tênue com tanta facilidade. " Eric Thurm da revista Decider deu à série uma revisão mais morna, descrevendo-a como o "show mais grosseiro na TV", mas ainda recomendou que os leitores pelo menos assistissem a alguns episódios para o estilo único de arte de Yuasa.
Matt Schley, escritor do The Japan Times, deu à série quatro estrelas de cinco possíveis textos: "Os 10 episódios de Crybaby" começam fortes e terminam com um estrondo, mas ficam um pouco no meio, e a ambição da série ocasionalmente excede os seus valores de produção - e há uma voz inglesa muito traiçoeira que atua na versão em japonês, mas se "Crybaby" pressagiar o que virá do investimento da Netflix em anime, será um ano interessante para o meio".
Rob Salkowitz da Forbes escreveu uma resenha muito positiva do anime afirmando: "Se você pode aguentar os visuais extremos e mudanças de tom do pescoço, Devilman Crybaby vai deixar os fãs de animação adulta contemporânea perguntando o que diabos eles acabaram de ver, principalmente em um bom caminho. Se não, é uma farra que vai deixar você querendo limpar".
Mike Toole da Anime News Network analisou a série dando a versão sub e dublada uma classificação de B+ elogiando o estilo de animação e a forma única como os personagens clássicos são apresentados, mas criticou a série por perder muito da sua estrutura de história no meio do Series. Na crítica, Toole escreve: "DEVILMAN crybaby é uma descrição completa da história sombria e violenta de Go Nagai e um novo ângulo ao mesmo tempo - os puristas podem reclamar que os gênios da Science SARU são muito criativos e brincalhões com o visual clássico de Nagai personagens musculares e de blocos, mas os visuais notavelmente criativos manterão seu interesse sempre que a história começar a vacilar".
A série foi premiada como Anime do Ano no 2018 Anime Awards do Crunchyroll, junto com Yuasa sendo premiado como Melhor Diretor.

## Censura
No dia 5 de agosto de 2022, a prefeitura de Botucatu retirou um quadro da exposição Aconteceu em 2022. A pintura era baseada no poster do anime. A prefeitura justificou o ato dizendo que o anime era baseado em obra indicada para maiores de 18 anos, enquanto a pintura era livre para todas as idades. No dia 6, professores e alunos protestaram, taxando o ato como censura. A arte agora pode ser vista no prédio da Diretoria de Ensino de Botucatu.